# Julien Gracq
Julien Gracq, pseudonimo di Louis Poirier (Saint-Florent-le-Vieil, 27 luglio 1910 – Angers, 22 dicembre 2007), è stato uno scrittore francese.
Il suo primo romanzo, Il castello di Argol (Au château d'Argol) del 1948, fortemente influenzato dal romanticismo e dal surrealismo, attirò l'attenzione di André Breton. Ma è solo con La riva delle Sirti (Le rivage des Syrtes) del 1951 e dopo aver rifiutato il Premio Goncourt che si fece conoscere al grande pubblico.
Tradotta in 26 lingue, studiata nei convegni, pubblicata nella Bibliothèque de la Pléiade, l'opera di Julien Gracq gli ha valso una consacrazione pressoché senza pari tra i suoi contemporanei.

## Biografia
Passa l'infanzia in campagna, nella Loira, e la giovinezza in collegio, il cui ambiente claustrofobico lo soffoca; trova sollievo nella lettura e più volte indicherà Il rosso e il nero di Stendhal come uno dei romanzi più significativi per la sua formazione. Studente sempre brillante, all'università si iscrive alla École normale supérieure dove scopre il surrealismo. Segue in contemporanea alcuni corsi di scienze politiche e la sua prima pubblicazione è un saggio del 1934 apparso sugli Annales de géographie.
Terminati gli studi intraprende la professione di insegnante; nel 1936 si iscrive al Partito Comunista Francese e nel 1938 partecipa ad alcuni importanti scioperi che gli valgono una sospensione dello stipendio. Gracq trova difficoltà nel conciliare la sua scrittura, dall'estetica molto lontana dal realismo socialista, al proprio impegno politico.
Nel 1937 comincia a scrivere il suo primo romanzo, che rimarrà inedito fino all'incontro con José Corti, l'editore dei maggiori surrealisti francesi, nel 1938. Decide di crearsi uno pseudonimo al fine di separare la sua carriera di insegnante da quella di scrittore, nella scelta del quale è evidente l'influenza del Julien Sorel di Stendhal; da allora Gracq rimarrà sempre fedele al suo primo editore.
Nel 1939 viene reclutato nell'Esercito e nel 1940 combatte nella battaglia di Dunkerque, al termine della quale viene fatto prigioniero. Durante la prigionia in Slesia fa amicizia con Patrice de La Tour du Pin, Raymond Abellio e Armand Hoog, che più tardi descriverà l'attitudine di Gracq prigioniero in questi termini: «[Era] il più individualista, il più anticomunitario di tutti, il più ferocemente anti-Vichy, stava là in mezzo come sostenuto dal suo disprezzo». Contrae un'infezione polmonare verrà liberato a febbraio del 1941.
Riprende quindi la sua attività di insegnante e nel 1942 entra all'Università di Caen in qualità di assistente di geografia.
Continua a scrivere durante tutta la sua carriera lavorativa nelle scuole, in particolare al liceo Claude-Bernard di Parigi dove insegnava storia e geografia e dove rimarrà fino al pensionamento, nel 1970, rinomato come insegnante di puntigliosa precisione, che «organizzava le proprie lezioni in modo che finissero proprio nel secondo stesso in cui suonava la campanella».
Del 1948 è la sua prima opera di critica letteraria, André Breton, quelques aspects de l'écrivain con la quale vuole rendere omaggio al grande autore surrealista che per primo ha apprezzato pubblicamente i suoi romanzi.
Nel 1951 pubblica La rivage des Syrtes, che viene candidato al premio Goncourt e considerato tra i favoriti. Ma Gracq era da tempo preso dalle polemiche tra i vari movimenti letterari francesi, in particolare tra surrealisti ed esistenzialisti, e rifiutava la pratica dell'assegnazione di premi letterari. Scrisse quindi una lettera aperta a Le Figaro littéraire per dichiararsi «risolutamente non candidato». Ripeté la dichiarazione il giorno seguente, affermando che avrebbe rifiutato il premio nel caso che fosse stato assegnato a lui. E infatti, all'annuncio che la giuria aveva scelto proprio il suo romanzo come vincitore del premio, Gracq lo rifiuta. È la prima volta che si verifica un evento del genere, e questo innesca un eccezionale dibattito su media. Gracq rimane particolarmente segnato da quello che considera un abuso di potere e da allora si asterrà da ogni intervento diretto sulla scena letteraria francese.
Nel 1953 incontra Nora Mitrani, scrittrice e sociologa di origine bulgara, con la quale intraprenderà una relazione molto discreta durata fino alla morte di lei, nel 1961.
Nel 1970 si ritira dall'insegnamento e parte per un soggiorno negli Stati Uniti durante il quale dà delle conferenze sulla letteratura francese all'università del Wisconsin in qualità di visiting professor.
Gracq continua a scrivere lungo tutto il corso della sua vita; anche dopo essersi trasferito con la sorella a Saint-Florent-Le-Vieil in tarda età, nella casa di famiglia, pur essendosi distaccato da tempo dagli ambienti letterari, intraprende una fitta corrispondenza con colleghi e studiosi.
Muore novantasettenne nel 2007 in un ospedale di Angers e lascia tutti i suoi manoscritti in eredità alla Biblioteca nazionale di Francia, migliaia di pagine di cui soltanto una parte è stata finora pubblicata; gli inediti potranno essere pubblicati solo a vent'anni dalla morte dell'autore. Il resto dei suoi averi, tra cui l'epistolario con André Breton e prime edizioni originali è stato venduto per circa 700.000 euro.

## Percorso letterario
Gracq scrisse romanzi, saggi critici e poesie, e le sue opere letterarie sono note per il loro surrealismo. Fu insegnante di storia e geografia fino al suo pensionamento, nel 1970.
Il suo primo romanzo, Au château d'Argol, è del 1938, e si ispira allo stile di Edgar Allan Poe e Lautréamont. La sua diffusione fu scarsa, ma il romanzo attirò l'attenzione di André Breton, al quale lo stesso Gracq aveva fatto pervenire una copia, e che fu l'inizio di un sodalizio e di un'amicizia durati una vita.
Nel 1943 il giovane Gracq, ancora Louis Poirier, acquistò alla stazione di Angers una copia di seconda mano di Sulle scogliere di marmo di Ernst Jünger, che lo sconvolse profondamente in quanto «libro emblematico»; incontrerà qualche anno dopo a Parigi l'autore, del quale diventerà amico. Jünger considererà Gracq «dopo la morte del caro Marcel Jouhandeau, il migliore scrittore francese di prosa». Gli studiosi universitari hanno in seguito evidenziato similitudini stilistiche e tematiche tra le opere dei due autori associandolo anche a Dino Buzzati con il suo Il deserto dei Tartari.
Pubblica poi Un beau ténébreux nel 1945, sempre da José Corti, suo editore d'elezione al quale rimarrà fedele per tutta la vita. Nel 1946 esce Liberté grande, la sua prima e unica raccolta di poemi in prosa.
Nel 1948 pubblica la sua prima opera critica, non a caso dedicata a Breton: André Breton, quelques aspects de l'écrivain, che lo inserisce nel dibattito dell'epoca, estremamente fervido, sulla natura e l'attualità del surrealismo alla luce dei nuovi orientamenti della letteratura «impegnata», dopo che nel 1945 Benjamin Péret aveva pubblicato Le Déshonneur des poètes che negava del tutto il concetto di «impegno» in letteratura. Gracq prese le parti di Breton e Péret contro i «compagni di strada» del Partito Comunista, Jean-Paul Sartre in testa, verso il quale Gracq manifesterà un'ostilità costante.
Negli anni seguenti continua l'attività di critica letteraria e tenta anche la strada dell'opera teatrale con Le Roi Pêcheur, riadattamento del mito del Santo Graal che viene però stroncato dalla critica e rimane un esperimento isolato. Nel 1950, pubblica in particolare un attacco feroce alla cultura letteraria contemporanea e ai premi letterari.
Nel 1951 Gracq pubblica il suo capolavoro, Le rivage des Syrtes, rinnovando la sua vocazione per la forma romanzesca. La storia del declinante principato di Orsenna, l'atmosfera da fine del mondo che la impregna - e che traspone in mitologia le epoche dell'ascesa del nazismo e della drôle de guerre - lo stile ieratico dell'autore seducono subito la critica, che celebrano il romanzo come controcorrente rispetto a una produzione letteraria dominata dall'etica e dall'estetica dell'esistenzialismo. Il romanzo viene spesso paragonato a Il deserto dei Tartari di Dino Buzzati, di cui la traduzione francese era stata pubblicata qualche tempo prima, ma Gracq negherà sempre di essere stato influenzato da Buzzati, indicando invece come fonte di ispirazione La figlia del capitano di Puškin. Le rivage des Syrtes entrò tra i finalisti del prestigioso premio Goncourt nel 1951, ma in seguito alla polemica dell'anno precedente Gracq rifiutò sia la candidatura che, una volta annunciato di averlo vinto, il premio stesso.
Tra il 1953 e il 1956 intraprende la stesura di un romanzo che nelle intenzioni doveva eguagliare la grandezza di La riva delle Sirti ma che non vide mai il compimento. Nel 1958 uscì invece Un balcon en forêt, racconto basato sulla propria esperienza della guerra durante quell'epoca di sospensione che fu la drôle de guerre. L'opera lasciò la critica spiazzata per il suo realismo, in contrasto con i lavori precedenti.
Nel 1961 pubblica Préférences, una raccolta dei saggi critici scritti dopo il 1945. Da questa raccolta emergono i gusti letterari di Gracq, le sue preferenze per Jünger, Lautréamont, Rimbaud, Poe, Breton, i romantici tedeschi, e certe opere minori di autori classici come Balzac e Racine, il suo rifiuto per l'estetica esistenzialista e la letteratura tecnicistica che sono il fulcro, secondo lui, del Nouveau roman.
Nel 1967 esce Lettrines I, che continua la raccolta dei testi critici che però portano alla luce anche molti elementi autobiografici. Nel 1974 esce Lettrines II a cui fanno seguito En lisant en écrivant (1980) e Carnets du grand chemin (1992).
La Presqu'île, raccolta di novelle del 1970, è l'ultima opera di narrativa di Gracq, che da allora si dedicherà esclusivamente alla saggistica e alla critica letteraria. Le sue ultime opere saranno saggi dedicati a luoghi che ha amato molto come Nantes e l'Italia e una contaminazione ulteriore di generi con le sue Lettrines, già originali mescolanze di saggi critici e autobiografia.
Nel 1979 cura l'introduzione per le ristampe del Journal de l'analogiste di Suzanne Lilar, pubblicato originariamente nel 1954, definendo tale lavoro "una splendida introduzione alla poesia".
Con gli anni 80 in Francia l'importanza di Julien Gracq per la letteratura francese contemporanea comincia a essere riconosciuta: è di maggio 1981 il primo congresso sulla sua opera, mentre l'anno dopo La rivage des Syrtes viene inserito nel programma del concorso per una cattedra a Lettere moderne. Alla fine degli anni 80 Gallimard comincia la pubblicazione delle sue opere nella prestigiosa collana Bibliothèque de La Pléiade, onore assai raro per uno scrittore vivente. I due volumi delle opere complete vengono pubblicati rispettivamente nel 1989 e nel 1995, curati dalla studiosa tedesca Bernhild Boie che Gracq sceglierà in seguito come sua esecutrice testamentaria. Ciononostante lo scrittore rimase lontano dalla maggior parte degli eventi letterari importanti, mantenendo fedeltà al suo primo editore, José Corti.

## Opere
- Au château d'Argol (1938)
  - Nel castello di Argol, trad. di Liliana Magrini,  Milano: Bompiani, 1968, con Introduzione di Goffredo Fofi; poi Roma: Theoria, 1990 ISBN 88-241-0185-2
- Un beau ténébreux (1945)
  - Un bel tenebroso, trad. di Maria Rosaria Tosco con la collaborazione di Valeria Ramacciotti,  Milano: Serra e Riva, s.d., ma 1984
- Liberté grande (1946, 1969) [raccolta di poemetti in prosa, via via aumentata, tra i quali: Paris à l'aube (dall'ed. 1958); Moïse; Intimité; Les Hautes Terres du Sertalejo; La terre habitable; Gomorrhe; La sieste en Flandre hollandaise; Aubrac (dall'ed. 1989)]
  -  Libertà grande, traduzione di Lorenzo Flabbi, Collana Kreuzville Aleph, Roma, L'Orma Editore, 2021, ISBN 978-88-313-1206-6.
- André Breton, quelques aspects de l'écrivain (1948)
- Le Roi pêcheur (1948, per il teatro)
- La Littérature à l'estomac (1950), poi in Préférences
  - La letteratura senza vergogna, a cura di Aldo Pasquali,  introduzione di Paolo Mauri, Roma: Theoria, 1990 ISBN 88-241-0198-4
  -  La letteratura da voltastomaco. Una polemica, traduzione di Émil Ronìn, Introduzione a cura di Goffredo Fofi, Collana I solidi, De Piante, 2022, ISBN 979-12-803-6224-7.
- Le Rivage des Syrtes, 1951 [ed. critica a cura di Anne Berthelot, 1991]
  - La riva delle Sirti, trad. di Mario Bonfantini, Collana Medusa n. 302, Milano: Mondadori, 1952; Napoli: Guida, 1990 ISBN 88-7835-026-5; Collana Kreuzville Aleph, Roma: L'Orma Editore, 2017 ISBN 978-88-99793-27-2.
- La Terre habitable (1951)
- Prose pour l'étrangère (1952)
- Éclosion de la pierre (1952)
- Un cauchemar (1952)
- Le Surréalisme et la littérature contemporaine (1952)
- Penthésilée (1954 e 1973, adattato da Heinrich von Kleist)
- Un homme appelé François d'Assise: vie romancée (1956)
- Un balcon en forêt (1958)
  - Una finestra sul bosco,  trad. di Giuseppe Lucchesi, Postfazione e cura di Lionello Sozzi, Milano: Serra e Riva, 1990 ISBN 88-7798-033-8.
- Préférences (1961) [raccolta dei testi: La littérature à l'estomac; Les yeux bien ouverts; Pourquoi la littérature respire mal; Lautréamont toujours (Conte di Lautréamont); Spectre du "Poisson Soluble" (André Breton); Le Grand Paon (François-René de Chateaubriand); Un centenaire intimidant (Arthur Rimbaud); Edgar Poe et l'Amérique (Edgar Allan Poe); A propos de "Bajazet" (Jean Racine); Béatrix de Bretagne (Honoré de Balzac); Ricochets de conversation (Jules Barbey d'Aurevilly);Le printemps de Mars (Heinrich von Kleist); Symbolique d'Ernst Jünger; Novalis et Henri d'Ofterdingen (dall'ed. 1969)]
- Enquête sur la diction poétique (1965)
- Lettrines (1967)
  - Letterine, trad. parziale di Aldo Pasquali, introduzione di Lionello Sozzi, Roma: Theoria, 1989, ISBN 88-241-0166-6.
- La Presqu'île, 1970
  - La penisola, trad. di Clara Lusignoli, Collana Supercoralli, Torino: Einaudi, 1972.
- Le Roi Cophetua, 1970
- Lettrines II, 1974
- Les Eaux étroites, 1976    
  - Acque strette,  trad. di Lorenzo Flabbi, Collana Kreuzville Aleph, Roma: L'orma, 2018, ISBN 978-88-99793-57-9.
- En lisant en écrivant, 1980
- La Forme d'une ville, 1985
  - La forma di una città, trad. di Annuska Palme Sanavio, Lecce: Manni, 2001, ISBN 88-8176-187-4.
- Proust considéré comme terminus suivi de Stendhal, Balzac, Flaubert, Zola, 1986
- Autour des sept collines, 1988
  - Intorno ai sette colli, tradotto e curato da Paolo Luzi, prefazione di Andrea Vannicelli, Fidenza: Mattioli 1885, 2009, ISBN 978-88-6261-064-3.
- Carnets du grand chemin, 1992
- Entretiens, 2002
- Plénièrement, Éditions Fata Morgana, 2006 [riedizione di un testo scritto in omaggio ad André Breton, pubblicato sulla NRF nel 1967]
- Manuscrits de guerre (2011, postumo, pagine di diario dal fronte della seconda guerra mondiale)
- Les Terres du couchant, 2014
- Nœuds de vie, José Corti, 2021 [testi inediti raccolti da Bernhild Boie]

### Raccolte
- Oeuvres complètes, 2 volumi, a cura di Bernhild Boie e Claude Dourguin, 1989 e 1995. [consta dei testi pubblicati fino agli Entretiens]
  - Tomo I: Au château d'Argol - Un beau ténébreux - Liberté grande - Le Roi pêcheur - André Breton. Quelques aspects de l'écrivain - La Littérature à l'estomac - Le Rivage des Syrtes - Préférences - Appendices: Éclosion de la pierre - Un cauchemar - Le Surréalisme et la Littérature contemporaine - Prose pour l'étrangère - Enquête sur la diction poétique - Kleist: «Penthésilée» - Entretien sur «Penthésilée» de H. von Kleist, ISBN 978-2-07-011162-6.
  - Tomo II: Un Balcon en forêt - Lettrines - Lettrines 2 - La Presqu'île - Les Eaux étroites - En lisant en écrivant - La Forme d'une ville - Autour des sept collines - Carnets du grand chemin - Appendices: Préfaces - Témoignages - Entretiens, ISBN 978-2-07-011287-6.